# Tamás Nikitscher
Tamás Nikitscher (Zalaegerszeg, 3 novembre 1999) è un calciatore ungherese, centrocampista del Real Valladolid e della nazionale ungherese.

## Carriera

### Club
Nikitscher è cresciuto nel settore giovanile del Debrecen ed ha iniziato la sua carriera calcistica nel 2020 in prestito al Debreceni EAC. Nel 2021 è passato al Makói e sei mesi più tardi ha firmato con il Pécs.
Il 24 gennaio 2022 è stato acquistato dal Kecskemét e cinque giorni dopo ha debuttato in massima divisione nell'incontro vinto 2-1 contro il Fehérvár.

### Nazionale
Ha debuttato con la nazionale ungherese il 7 settembre 2024 nell'incontro di UEFA Nations League perso 5-0 contro la Germania.

## Statistiche

### Presenze e reti nei club
Statistiche aggiornate al 12 novembre 2024.
| Stagione         | Squadra          | Campionato       | Campionato | Campionato | Coppe nazionali | Coppe nazionali | Coppe nazionali | Coppe continentali | Coppe continentali | Coppe continentali | Altre coppe | Altre coppe | Altre coppe | Totale | Totale |
| Stagione         | Squadra          | Comp             | Pres       | Reti       | Comp            | Pres            | Reti            | Comp               | Pres               | Reti               | Comp        | Pres        | Reti        | Pres   | Reti   |
| ---------------- | ---------------- | ---------------- | ---------- | ---------- | --------------- | --------------- | --------------- | ------------------ | ------------------ | ------------------ | ----------- | ----------- | ----------- | ------ | ------ |
| 2018-2019        | Debrecen         | NB1              | 0          | 0          | CU              | 1               | 0               | -                  | -                  | -                  | -           | -           | -           | 1      | 0      |
| 2020-2021        | Debrecen         | NB2              | 0          | 0          | CU              | 1               | 0               | -                  | -                  | -                  | -           | -           | -           | 1      | 0      |
| Totale Debrecen  | Totale Debrecen  | Totale Debrecen  | 0          | 0          |                 | 2               | 0               |                    | -                  | -                  |             | -           | -           | 2      | 0      |
| 2020-2021        | Debreceni EAC    | NB2              | 23         | 1          | CU              | 1               | 0               | -                  | -                  | -                  | -           | -           | -           | 23     | 1      |
| 2021-gen. 2022   | Makói            | NB3              | 16         | 3          | CU              | 0               | 0               | -                  | -                  | -                  | -           | -           | -           | 16     | 3      |
| gen.-giu. 2022   | Pécs             | NB2              | 18         | 1          | CU              | 0               | 0               | -                  | -                  | -                  | -           | -           | -           | 18     | 1      |
| 2022-gen. 2023   | Pécs             | NB2              | 19         | 1          | CU              | 1               | 0               | -                  | -                  | -                  | -           | -           | -           | 20     | 1      |
| gen.-giu. 2023   | Kecskemét        | NB1              | 14         | 0          | CU              | 0               | 0               | -                  | -                  | -                  | -           | -           | -           | 14     | 0      |
| 2023-2024        | Kecskemét        | NB1              | 6          | 1          | CU              | 0               | 0               | -                  | -                  | -                  | -           | -           | -           | 6      | 1      |
| 2024-2025        | Kecskemét        | NB1              | 13         | 2          | CU              | 2               | 0               | -                  | -                  | -                  | -           | -           | -           | 15     | 2      |
| Totale Kecskemét | Totale Kecskemét | Totale Kecskemét | 33         | 3          |                 | 2               | 0               |                    | -                  | -                  |             | -           | -           | 35     | 3      |
| Totale carriera  | Totale carriera  | Totale carriera  | 109        | 9          |                 | 5               | 0               |                    | -                  | -                  |             | -           | -           | 114    | 9      |

### Cronologia presenze e reti in nazionale
| Cronologia completa delle presenze e delle reti in nazionale ― Ungheria | Cronologia completa delle presenze e delle reti in nazionale ― Ungheria | Cronologia completa delle presenze e delle reti in nazionale ― Ungheria | Cronologia completa delle presenze e delle reti in nazionale ― Ungheria | Cronologia completa delle presenze e delle reti in nazionale ― Ungheria | Cronologia completa delle presenze e delle reti in nazionale ― Ungheria | Cronologia completa delle presenze e delle reti in nazionale ― Ungheria | Cronologia completa delle presenze e delle reti in nazionale ― Ungheria |
| Data                                                                    | Città                                                                   | In casa                                                                 | Risultato                                                               | Ospiti                                                                  | Competizione                                                            | Reti                                                                    | Note                                                                    |
| ----------------------------------------------------------------------- | ----------------------------------------------------------------------- | ----------------------------------------------------------------------- | ----------------------------------------------------------------------- | ----------------------------------------------------------------------- | ----------------------------------------------------------------------- | ----------------------------------------------------------------------- | ----------------------------------------------------------------------- |
| 7-9-2024                                                                | Düsseldorf                                                              | Germania                                                                | 5 – 0                                                                   | Ungheria                                                                | UEFA Nations League 2024-2025 - 1º turno                                | -                                                                       | 82’                                                                     |
| 10-9-2024                                                               | Budapest                                                                | Ungheria                                                                | 0 – 0                                                                   | Bosnia ed Erzegovina                                                    | UEFA Nations League 2024-2025 - 1º turno                                | -                                                                       |                                                                         |
| 11-10-2024                                                              | Budapest                                                                | Ungheria                                                                | 1 – 1                                                                   | Paesi Bassi                                                             | UEFA Nations League 2024-2025 - 1º turno                                | -                                                                       |                                                                         |
| 14-10-2024                                                              | Zenica                                                                  | Bosnia ed Erzegovina                                                    | 0 – 2                                                                   | Ungheria                                                                | UEFA Nations League 2024-2025 - 1º turno                                | -                                                                       |                                                                         |
| 16-11-2024                                                              | Amsterdam                                                               | Paesi Bassi                                                             | 4 – 0                                                                   | Ungheria                                                                | UEFA Nations League 2024-2025 - 1º turno                                | -                                                                       |                                                                         |
| 19-11-2024                                                              | Budapest                                                                | Ungheria                                                                | 1 – 1                                                                   | Germania                                                                | UEFA Nations League 2024-2025 - 1º turno                                | -                                                                       | 65’                                                                     |
| 20-3-2025                                                               | Istanbul                                                                | Turchia                                                                 | 3 – 1                                                                   | Ungheria                                                                | UEFA Nations League 2024-2025 - Play-off                                | -                                                                       | 90+2’                                                                   |
| 23-3-2025                                                               | Budapest                                                                | Ungheria                                                                | 0 – 3                                                                   | Turchia                                                                 | UEFA Nations League 2024-2025 - Play-off                                | -                                                                       | 46’                                                                     |
| 6-6-2025                                                                | Budapest                                                                | Ungheria                                                                | 0 – 2                                                                   | Svezia                                                                  | Amichevole                                                              | -                                                                       | 79’                                                                     |
| Totale                                                                  |                                                                         | Presenze                                                                | 9                                                                       |                                                                         | Reti                                                                    | 0                                                                       |                                                                         |